# Neoserica elisabethae
Neoserica elisabethae är en skalbaggsart som beskrevs av Louis Burgeon 1947. Neoserica elisabethae ingår i släktet Neoserica och familjen Melolonthidae. Inga underarter finns listade i Catalogue of Life.